# Phoradendron proctorii
Phoradendron proctorii är en sandelträdsväxtart som beskrevs av Kuijt. Phoradendron proctorii ingår i släktet Phoradendron och familjen sandelträdsväxter. Inga underarter finns listade i Catalogue of Life.